# Enzo Maresca
Enzo Maresca (nascut el 10 de febrer de 1980 a Pontecagnano) és un exfutbolista i entrenador italià. Actualment és entrenador del Chelsea FC.

## Biografia
Maresca va començar a jugar a les categories inferiors de l'AC Milan, des d'on va marxar al planter del Cagliari Calcio. Amb divuit anys va fitxar pel West Bromwich Albion anglès, on va jugar durant dos temporades al primer equip.
El gener del 2000 va tornar a Itàlia per fitxar per la Juventus FC per 4,3 milions de lliures esterlines. No va arribar a destacar a la Juve, sent cedit l'octubre de 2000 al Bologna FC.
Va tornar a la Juventus, però només hi restà una temporada, fitxant pel Piacenza Calcio, que només va adquirir una part dels drets del jove jugador. Aquella temporada el Piacenza va perdre la categoria, fet que va aprofitar la Juventus per adquirir la seva part dels drets sobre Enzo Maresca.
La temporada 2004-05 va ser cedit a l'ACF Fiorentina, que només comprà el 50% dels drets sobre el futbolista per 5 milions d'euros. Maresca tornà a la Juventus a l'estiu de 2005, però va ser per fitxar pel Sevilla FC. L'any 2009 abandonà el club andalús i fitxà per l'Olympiakos FC on va restar una temporada.
El gener de 2011 fitxà pel Màlaga CF, debutant a la Copa del Rei davant el Sevilla FC i perdent 0-3.

## Estadístiques
Dades actualitzades el 6 de gener de 2011.
| Temporada | P. Jugats | Gols |
| --------- | --------- | ---- |
| 1998/1999 | 22        | 2    |
| 1999/2000 | 25        | 3    |

| Temporada | P. Jugats | Gols |
| --------- | --------- | ---- |
| 2000/2001 | 1         | 0    |
| 2001/2002 | 16        | 1    |
| 2003/2004 | 20        | 3    |

| Temporada | P. Jugats | Gols |
| --------- | --------- | ---- |
| 2000      | 23        | 0    |

| Temporada | P. Jugats | Gols |
| --------- | --------- | ---- |
| 2002/2003 | 31        | 9    |

| Temporada | P. Jugats | Gols |
| --------- | --------- | ---- |
| 2004/2005 | 25        | 5    |

| Temporada | P. Jugats | Gols |
| --------- | --------- | ---- |
| 2005/2006 | 29        | 8    |
| 2006/2007 | 25        | 2    |
| 2007/2008 | 21        | 1    |
| 2008/2009 | 21        | 2    |

| Temporada | P. Jugats | Gols |
| --------- | --------- | ---- |
| 2009/2010 | 24        | 5    |
| 2010/2011 | 4         | 2    |

| Temporada | P. Jugats | Gols |
| --------- | --------- | ---- |
| 2010/2011 | 39        | 4    |

## Clubs
| Club                               | País       | Any         |
| ---------------------------------- | ---------- | ----------- |
| West Bromwich Albion Football Club | Anglaterra | 1998-2000   |
| Bolonya                            | Itàlia     | 2000        |
| Juventus FC                        | Itàlia     | 2000-2002   |
| Piacenza                           | Itàlia     | 2002-2003   |
| Juventus FC                        | Itàlia     | 2003-2004   |
| Fiorentina                         | Itàlia     | 2004-2005   |
| Sevilla FC                         | Espanya    | 2005 - 2009 |
| Olympiacos FC                      | Grècia     | 2009 - 2010 |
| Màlaga CF                          | Espanya    | 2011 -      |

## Palmarès

### Campionats estatals
| Títol               | Club        | Any     |
| ------------------- | ----------- | ------- |
| Sèrie A             | Juventus FC | 2001-02 |
| Supercopa d'Itàlia  | Juventus FC | 2003    |
| Copa del Rei        | Sevilla FC  | 2006-07 |
| Supercopa d'Espanya | Sevilla FC  | 2007    |

### Copes internacionals
| Títol              | Club       | Any     |
| ------------------ | ---------- | ------- |
| Copa de la UEFA    | Sevilla FC | 2005-06 |
| Supercopa d'Europa | Sevilla FC | 2006    |
| Copa de la UEFA    | Sevilla FC | 2006-07 |